# Тбилисские события (1989)
«Траге́дия 9 апре́ля» (груз. 9 აპრილის ტრაგედია) — специальная операция по разгону оппозиционного митинга у Дома правительства Грузинской ССР в Тбилиси, осуществлённая в ночь на 9 апреля 1989 года силами внутренних войск МВД СССР и Советской армии. Погиб 21 человек и пострадали 290.

## Предпосылки
События произошли в Тбилиси, в столице советской Грузии в период перестройки на фоне зарождающегося грузино-абхазского конфликта.
18 марта 1989 года в селе Лыхны состоялся 30-тысячный абхазский сход, который выдвинул предложение о выходе Абхазской АССР из состава Грузинской ССР и восстановлении её в статусе союзной республики в составе СССР, что вызвало возмущение среди грузин. Реакция на Лыхненский сход выразилась в несанкционированных митингах.
25 марта состоялся 12-тысячный митинг в Гали, 1 апреля — в Леселидзе; митинги прошли также в Сухуми и в других городах Грузии.
4 апреля 1989 года под руководством лидеров грузинского национального движения во главе с Звиадом Гамсахурдиа, Мерабом Костава, Ираклием Церетели, Георгием Чантурией и Ираклием Батиашвили в Тбилиси начался бессрочный митинг. Митинг носил мирный характер. Согласно докладу комиссии Собчака, выпущенному позднее, «в ходе расследования не было получено каких-либо доказательств о реальных попытках захвата власти, не выявлено ни одного случая насилия или покушения по политическим мотивам в отношении работников советских и партийных органов, коммунистов либо граждан негрузинской национальности».
6 апреля, в связи со сменой руководства Абхазии на площади появились лозунги: «Долой коммунистический режим!», «Долой русский империализм!», «СССР — тюрьма народов!», «Долой Советскую власть!».
На митинге было зачитано и одобрено обращение к президенту и Конгрессу США:
1. Приурочить одно из заседаний ООН ко Дню суверенной Грузии — 26 мая.
2. Признать 25 февраля 1921 года днём оккупации Грузии большевистскими силами России.
3. Оказать помощь Грузии для выхода из состава Союза, в том числе путём ввода войск НАТО или ООН[5].

На следующий день, 7 апреля, по республиканскому радио и телевидению было передано обращение ЦК компартии Грузии, Президиума Верховного Совета и Совета министров Грузинской ССР, не оказавшее воздействия на участников митинга.
Организаторы митинга послали своих представителей в трудовые коллективы, вузы, школы с призывом начать забастовку и присоединиться к митингующим. В 20 часов 35 минут в ЦК КПСС была направлена телеграмма за подписью первого секретаря ЦК Компартии Грузинской ССР Д. И. Патиашвили, подготовленная вторым секретарём республиканского ЦК Б. В. Никольским, с просьбой направить в Тбилиси дополнительные силы МВД и Минобороны.
Вечером совещание в ЦК КПСС, созванное по инициативе В. М. Чебрикова и проходившее под председательством Е. К. Лигачёва, с участием других членов политбюро, секретариата ЦК и представителей силовых ведомств, рекомендовало руководству Грузинской ССР обратиться к населению республики с разъяснением своей позиции, а для пресечения массовых беспорядков перебросить в Тбилиси подразделения внутренних войск и армии.
Ночью в аэропорту «Внуково» состоялся разговор с вернувшимся из зарубежной поездки М. С. Горбачёвым о том, что происходит в Тбилиси. Он принял решение направить в Тбилиси члена политбюро Э, А. Шеварднадзе и секретаря ЦК КПСС Г. П. Разумовского.
В интервью «Радио „Свобода“» бывший член Политбюро ЦК КПСС, соратник Михаила Горбачёва Вадим Медведев рассказал следующее:
Первый секретарь ЦК Компартии Грузии Джумбер Патиашвили заверял, что ситуация в Тбилиси сложная, но он с ней справится. В начале апреля мы, члены Политбюро, несколько раз собирались, чтобы обсудить ситуацию. Михаил Горбачёв, напомню, был тогда в отъезде. Некоторые участники этих обсуждений предлагали вызвать руководителей Грузии и Абхазии в Москву и провести с ними дискуссию, чтобы снять накопившиеся вопросы. Но большинство из тех, кто собирались, пришли к выводу: этого делать не стоит, пусть грузинское руководство с абхазским руководством разбираются сами.

В какой-то момент стало ясно, что митингующие от абхазского вопроса перешли к общим проблемам, связанным с национальным самоопределением Грузии. В Тбилиси, как сообщали нам, фиксировались антиобщественные и даже хулиганские проявления. В связи с этим было решено взять под охрану основные государственные объекты. Но на площади, где происходил митинг, никаких воинских частей, подразделений не появлялось.
Начиная с 00:00 8 апреля в Тбилиси были переброшены 4-й мотострелковый полк дивизии Дзержинского (650 человек), находившийся в тот момент на ликвидации последствий землетрясения в Спитаке, 345-й полк ВДВ из Кировабада (440 человек), бойцы пермского и воронежского ОМОНов (160 человек) и 450 курсантов Горьковской высшей школы МВД СССР. Кроме того, к участию в спецоперации был привлечён 8-й мотострелковый полк, дислоцированный в Тбилиси (650 человек). По свидетельству минимум одного из участников событий, ОМОН в разгоне демонстрации не участвовал, так как местные водители отказались доставить автобусы с омоновцами к месту событий, а сами омоновцы добираться до центра не стали. Грузинская милиция в количестве 250 сотрудников МВД в разгоне митинга также не участвовала, а наоборот, пыталась защитить его участников и вывести их из опасного места. Позднее власти сообщали, что часть митингующих 8 апреля пытались захватить технику для блокирования улиц и напали на сотрудников милиции и военнослужащих, избили 7 военных и 5 милиционеров. Затем попытались якобы захватить Руставский металлургический завод, но якобы нападение было пресечено комбината.
Решение разогнать митинг было принято 8 апреля на совещании Совета обороны Грузии при участии командующего Закавказским военным округом И. Н. Родионова и прилетевшего из Москвы заместителя министра обороны СССР К. А. Кочетова. Вечером того же дня председатель Совета министров Грузинской ССР З. А. Чхеидзе издал предписание республиканскому МВД «с привлечением военнослужащих внутренних войск и Советской армии принять меры по удалению митингующих с территории, прилегающей к Дому правительства».
Направление в Грузию подразделений внутренних войск, специальных подразделений милиции и войск Советской армии проводилось на основании санкции указанных совещаний в ЦК КПСС 7 и 8 апреля, что противоречит действующему законодательству, согласно которому право принятия подобных решений принадлежит не партийным, а соответствующим государственным органам. Такой порядок принятия решений по важнейшим государственным вопросам приводит к фактическому бездействию конституционных органов советской власти, как это и произошло в данном случае (…) О содержании решений, принятых на этом совещании, можно судить только по объяснениям участвующих в нём лиц и изданных в соответствии с этими решениями приказов по линии Министерства обороны и Министерства внутренних дел СССР. Работа совещания не протоколировалась, и принятые решения документально зафиксированы не были. (…) принятые на заседаниях бюро ЦК Компартии Грузинской ССР и Совете обороны республики решения не были оформлены надлежащим образом, что дало возможность ряду участников заседания отрицать своё участие в принятии решения о пресечении митинга перед Домом правительства.
Время проведения операции было определено Д. И. Патиашвили, Б. В. Никольским, К. А. Кочетовым и И. Н. Родионовым. Однако то, что утром 8 апреля город на малой высоте облетели военные вертолёты, а около полудня по улицам города мимо митингующих демонстративно проследовала боевая техника с вооружёнными солдатами, сыграло провоцирующую роль и привлекло на площадь дополнительные сотни человек.
По утверждению генерала И. Н. Родионова, если бы не разгон митинга силами армии, националистами «начался бы штурм здания» ЦК Компартии Грузинской ССР, которое уже было подготовлено к обороне и потому «страшно подумать, сколько бы тогда было убитых и раненых». Это мнение противоречит фактам, установленным комиссией, согласно которым «обстановка в городе стабилизируется и находится под контролем», а сопротивление митингующих до момента штурма имело пассивный характер:
За 45 минут до начала операции к митингующим обратился Католикос Грузии Илия II. Выступление Католикоса было выслушано в глубоком молчании, после его призыва к благоразумию установилась семиминутная тишина, затем последовала общая молитва «Отче наш». Митингующие сохраняли порядок, спокойствие, не было видимых признаков страха: многие пели и танцевали. Затем выступил один из лидеров неформалов Церетели И. с призывом не расходиться, не оказывать сопротивления, сохранять спокойствие, а лучше всего сесть («сидящих не бьют!»), что многими и было сделано, главным образом, в районе лестницы Дома правительства. Он закончил свой призыв в 03:59. В 04:00 генерал-полковник Родионов И. Н. отдал приказ начать операцию вытеснения.Из заключения Комиссии Съезда народных депутатов СССР по расследованию событий, имевших место в г. Тбилиси 9 апреля 1989 года.

## Разгон митинга
В субботу 9 апреля митинг был оцеплён войсками и милицией. К ночи на митинг на Проспекте Руставели собралось около 10 тысяч человек. В 2 часа 50 минут ночи к митингующим через мегафон обратился начальник УВД города Тбилиси Гвенцадзе с призывом разойтись, затем в 3 часа 45 минут с аналогичным призывом обратился Илия II. В 4 часа 9 апреля генерал И. Н. Родионов приказал начать вытеснение митингующих с площади. По данным комиссии Собчака, вытеснение началось БТР в 04:05 и завершилось в 04:21. Митингующие начали покидать площадь, но почти все выходы с площади были перекрыты спецназом и автотранспортом, то есть пути эвакуации были резко ограничены, в результате чего возникла паника и массовая давка.
Войсковые цепи 4-го МСП начали теснить митингующих как к Дому правительства, так и вдоль проспекта Руставели. При этом большая часть участников митинга, находящихся с левой стороны Дома правительства, продолжала оставаться на месте, невольно мешая свободному выходу теснимых с фронта людей. Ситуация серьёзно усугубилась тем, что в это время 1-й батальон 8-го МСП, следуя устному приказу генерал-майора Ефимова Ю. Т., начал движение на площадь с улицы Чичинадзе. В результате в районе левого газона скопилось большое количество митингующих, возникла давка. Использовались сапёрные лопатки для разгона толпы. Именно здесь и оказалось наибольшее число погибших и пострадавших. Среди лиц, получивших травмы, оказалось немало и работников милиции, которые, исполняя свои служебные обязанности в сложных, неординарных условиях, не только содействовали медперсоналу в эвакуации пострадавших, но и сами оказывали необходимую помощь травмированным и голодающим гражданам.
Против участников митинга солдатами были применены 73-сантиметровые резиновые палки, использовались слезоточивый газ «Черёмуха» (факт применения отравляющих веществ власти официально признали только 13 апреля), малые пехотные лопатки и в одном случае (по заключению судебно-медицинской экспертизы) огнестрельное оружие. Как было установлено в ходе расследования, исполнявший обязанности командира 4-го мотострелкового полка подполковник Бакланов самостоятельно разрешил подчинённым использовать четыре гранаты с более сильным газом «Си-эс». В свою очередь, по мере возрастания сопротивления участники митинга использовали против «сил вытеснения» подручные предметы. Шестьдесят четыре участника митинга заявили, что пострадали в ходе возникшей давки не от действий военнослужащих, а от брошенных в толпу неустановленными лицами предметов и иным способом.
Вытеснение митингующих в районе левого угла лестницы Дома правительства в процессе исполнения превратилось фактически в окружение части голодающих и других участников митинга. А применение с грубейшими нарушениями инструкций резиновых палок и отравляющих веществ, использование в разгоне демонстрантов малых пехотных лопаток фактически обернулось жестокой расправой над советскими людьми.
В ходе вытеснения демонстрантов 17 из 20 участников митинга погибли на месте происшествия, а трое — в период с 10 по 13 апреля — вскоре скончались в больнице. Также погибли 19 военнослужащих, и 9 сотрудников ОМОНа, пришедшие ликвидировать беспорядки. Как установила судебно-медицинская комиссия, причиной смерти всех погибших, за исключением одного случая с тяжёлой черепно-мозговой травмой, являлось удушье (асфиксия) в результате сочетания вдыхания химических веществ и сдавливания грудной клетки в давке. Во время операции по вытеснению митингующих и в течение нескольких часов после неё в больницы Тбилиси поступил 251 человек, 183 из которых были госпитализированы. По данным следственной комиссии Верховного Совета Грузинской ССР, в течение месяца, с 9 апреля по 9 мая 1989 года, за медицинской помощью в лечебные учреждения обратились около 4000 человек. По сообщению генерального прокурора СССР Н. С. Трубина, всего пострадавших демонстрантов было выявлено «167 человек — 154 демонстранта и 13 работников местной милиции», из них только 100 демонстрантов и 13 работников местной милиции пострадали от рук военнослужащих. При этом 189 военнослужащих пострадали от рук демонстрантов, вооруженных «металлическими прутьями, арматурой, цепями, камнями, досками, палками, самодельными взрывными устройствами, бутылками с зажигательной смесью, отравляющими химическими веществами и другими предметами».

## Итоги
Руководство СССР в Москве утверждало, что демонстранты напали первыми и солдаты только оборонялись. На первом Съезде народных депутатов (май-июнь 1989 года) Михаил Горбачёв отказался взять на себя ответственность за развитие событий во время разгона демонстрации и возложил всю вину за жертвы на армию.
Для расследования произошедшего была сформирована комиссия Президиума Верховного Совета СССР под председательством Г. С. Таразевича, выводы которой были отвергнуты I-м Съездом народных депутатов СССР ввиду очевидной предвзятости и необъективности. Взамен Съездом была образована новая комиссия из 24 человек во главе с Анатолием Собчаком. Комиссия восстановила картину случившегося, но установить, кто дал приказ военным разогнать митинг, не удалось, так как никаких документов не было, приказы отдавались устно. Медицинская экспертиза установила наличие колотых и резаных ранений и признаки отравления сильнодействующими химическими веществами. Грузинская сторона обвинила в произошедшем Советскую армию, в республике в следующие месяцы проводились марши протеста. Представители военных отрицали применение отравляющих веществ и использование сапёрных лопаток против митингующих. Комиссия пришла к выводу об избыточном применении военными силы против демонстрантов. В заключении комиссии записано:

«Комиссия констатирует наличие серьёзных просчётов и нарушений закона в ходе подготовки и осуществления мероприятий по пресечению митинга у Дома правительства в г. Тбилиси в ночь на 9 апреля, допущенных как общесоюзными, так и республиканскими органами».

Через пять месяцев после тбилисских событий «Московские новости» опубликовали фрагмент из интервью генерала Родионова, в котором последний на вопрос, кто отдал команду на использование армии, ответил вопросом: «А если я скажу, что Генеральный секретарь?».
Позднее, касаясь этих событий и роли М. С. Горбачёва, В. М. Чебриков утверждал: «Я сам звонил ему, докладывал обстановку и запрашивал санкцию на применение войск. Кто, кроме Верховного главнокомандующего, мог отдать такой приказ?».
«Ни одна команда, — утверждает Ф. Д. Бобков, — не поступала в Тбилиси без согласования с ним. Многие в подробностях рассказывали о „тайной вечере“ в аэропорту Внуково после возвращения Горбачёва из Лондона. Я там не был, но мне позвонил Крючков и передал, что Горбачёв одобрил ввод войск в Тбилиси для наведения порядка».
Позднее Д. И. Патиашвили сообщил, что 8 апреля около 10.00 ему позвонил Д. Т. Язов и сообщил, что направил в Тбилиси своего заместителя К. А. Кочетова. Не успел Д. И. Патиашвили повесить трубку, как К. А. Кочетов появился у него в кабинете. Он заявил, что принято решение об освобождении площади, исполнение этого решения поручено армии, руководство операции возложено на генерала И. Н. Родионова, его заместителем назначен министр внутренних дел Грузии Шота Горгадзе.
«Примерно через час после разговора с Кочетовым, — утверждает Д. Патиашвили, — позвонил Горбачёв и тоном, не допускающим возражений, сообщил буквально следующее: „Надо немедленно освободить площадь, и этим займётся армия“. Я понял, что он знает о намеченном плане и поддерживает его».
Правительство Грузинской ССР было вынуждено подать в отставку. Против Звиада Гамсахурдиа, Мераба Костава, Ираклия Церетели и Георгия Чантурия прокуратура Грузии возбудила уголовное дело, однако 5 февраля 1990 года оно было прекращено «ввиду изменения обстановки».
С трагических событий 9 апреля начался процесс консолидации грузинского общества вокруг идей национальной независимости, восстановления грузинской государственности. Уже на следующий день после разгона митинга в знак протеста против разгона город Тбилиси и остальная Грузия начали забастовку, был объявлен национальный 40-дневный траур. Жители города начали в массовом количестве возлагать цветы на место гибели демонстрантов. В Грузии было объявлено чрезвычайное положение, но демонстрации протеста продолжались.
В память о трагических событиях 9 апреля 1989 года в Тбилиси отмечается «День национального единства, гражданского согласия и памяти погибших за родину в Грузии».

## Память
- 23 ноября 2004 года на проспекте Руставели в Тбилиси на месте гибели демонстрантов открылся мемориал.
- В Грузии день 9 апреля объявлен государственным праздником — «Днём национального единства».
- Александровский парк в Тбилиси переименован в Парк 9 апреля.
- Трагедии 9 апреля посвящена песня «Tbilisi Tänavad» эстонской панк-хардкор-группы «J.M.K.E.».
- Тбилисской трагедии была посвящена композиция «Tbilisian Tragedy» грузинской DSBM-группы Psychonaut 4.